# Gertrude Kolar
Gertrude „Trude“ Kolar, verheiratete Gertrude Gollner, (* 23. Jänner 1926 in Graz; † 22. Dezember 2014 in Berlin, Deutschland) war eine österreichische Kunstturnerin.

## Erfolge
Durch ihren Sieg an den Schaukelringen bei der WM in Basel 1950 wurde sie die bis heute einzige Österreicherin, die einen Weltmeistertitel im Turnen erringen konnte. Bei denselben Titelkämpfen gewann sie zudem die Silbermedaille im Pferdsprung und die Bronzemedaille im Mehrkampf.
Zweimal nahm sie an Olympischen Spielen teil: 1948 in London belegte sie mit dem österreichischen Turnerinnenteam den 6. Platz im Mannschaftsbewerb, 1952 in Helsinki in derselben Disziplin Rang 10.
Kolar gewann 19 österreichische Turn-Meistertitel, dabei war sie dreimal (1950, 1952, 1953) österreichische Staatsmeisterin im Mehrkampf. Am 22. Dezember 2014 starb sie nach langer schwerer Krankheit in ihrem Haus in Berlin-Friedrichshagen.